# Kunauskivi
Kunauskivi är en klippa i Finland.   Den ligger i den ekonomiska regionen  Riihimäki ekonomiska region  och landskapet Egentliga Tavastland, i den södra delen av landet, 60 km norr om huvudstaden Helsingfors. Kunauskivi ligger 118 meter över havet.
Terrängen runt Kunauskivi är platt. Runt Kunauskivi är det ganska tätbefolkat, med 139 invånare per kvadratkilometer. Närmaste större samhälle är Hyvinge, 15,4 km öster om Kunauskivi. I omgivningarna runt Kunauskivi växer i huvudsak blandskog.